# Lauswolt

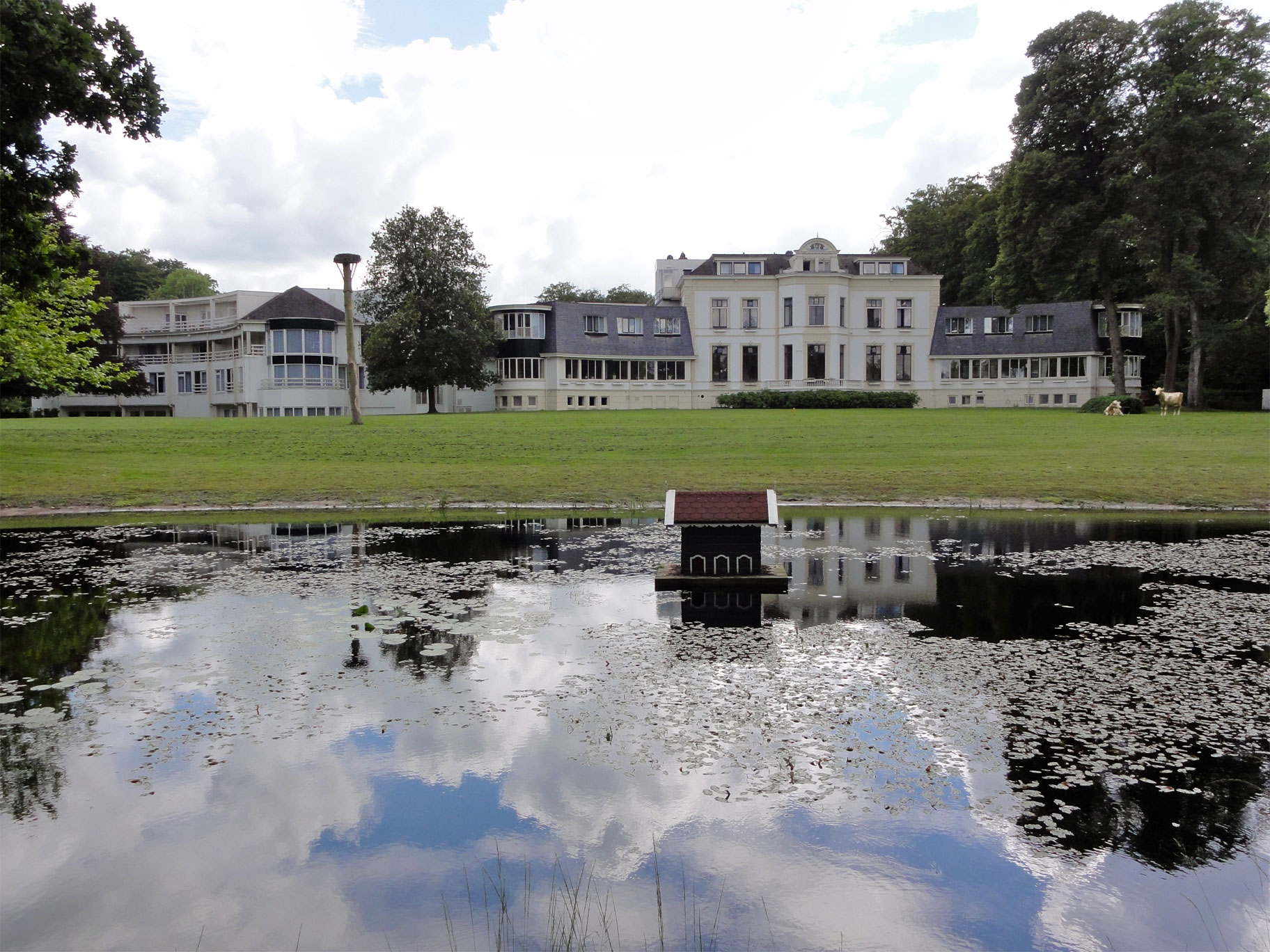
Landgoed Lauswolt te Beetsterzwaag

Lauswolt is een landgoed in Beetsterzwaag in de gemeente Opsterland.

## Geschiedenis
Het landgoed is genoemd naar de oorspronkelijke bezitters, de familie Lauswolt te Beetsterzwaag, die hier enkele boerderijen bezat. In de loop van de 19e eeuw kwam het landgoed in het bezit van Augustinus Lycklama à Nijeholt, zoon van de burgemeester van Beetsterzwaag Jan Anne Lycklama à Nijeholt. In 1867 gaf Lycklama à Nijeholt de opdracht aan de Utrechtse architect Samuel Adrianus van Lunteren om op het landgoed een herenhuis te bouwen. Hij heeft er maar betrekkelijk kort gewoond, na zijn huwelijk in 1872 vertrok hij vrij spoedig met zijn gezin uit Beetsterzwaag. In 1878 verkocht hij het landgoed aan Reinhard baron van Harinxma thoe Slooten. Reinhard moest ƒ 100.000 betalen. Hij bewoonde het gebouw tot 1928 met zijn huishoudster en twee kinderen. Zijn dochter Adriana, gehuwd met Jan Bieruma Oosting uit Oranjewoud, erfde het bezit. Zij liet het gebouw door architect Willem Gerretsen en de tuinaanleg door Samuel Voorhoeve wijzigen. In 1954 kwam het landgoed Lauswolt in het bezit van de Algemeene Friesche Levensverzekering Maatschappij. Van het herenhuis werd een hotel gemaakt. Het hotel werd in 1990 verkocht aan de Bilderbergroep. Op een van de boerderijen van het landgoed woonde de acteur Rutger Hauer.

## Kabinetsformatie 2007
Begin januari 2007 vonden er besprekingen voor de kabinetsformatie Nederland 2006-2007 in Lauswolt plaats. Het was de bedoeling van informateur Herman Wijffels en de onderhandelaars Jan Peter Balkenende, Wouter Bos en André Rouvoet om deze locatie geheim te houden, maar die lekte op de eerste dag al uit. Later zou Balkenende zeggen dat in Beetsterzwaag de basis was gelegd voor de kabinetsformatie.